# Pray (Italia)
Pray (en piamontés Praj) es un municipio de 2.397 habitantes de la provincia de Biella, en la región de Piamonte, Italia. El municipio actual de Pray nació de la fusión de tres municipios precedentes: Pray, Flecchia y Pianceri. 

## Evolución demográfica
| Gráfica de evolución demográfica de Pray entre 1861 y 2001 |
|                                                            |
| Fuente ISTAT - elaboración gráfica de Wikipedia            |